# Aérodrome de Couhé - Vérac
L’aérodrome de Couhé - Vérac (code OACI : LFDV) est un aérodrome civil, ouvert à la circulation aérienne publique (CAP), situé sur la commune de Brux à 3 km au sud-sud-est de Couhé Valence en Poitou dans la Vienne (région Nouvelle-Aquitaine, France).
Il est utilisé pour la pratique d’activités de loisirs et de tourisme (aviation légère).

## Installations
L’aérodrome dispose de deux pistes en herbe orientées nord-sud (02/20) :
- une piste longue de 1 040 mètres et large de 80 ;
- une piste longue de 507 mètres et large de 20, accolée à la première et réservée aux ULM.

L’aérodrome n’est pas contrôlé mais dispose d’une aire à signaux (ASI). Les communications s’effectuent en auto-information sur la fréquence de 119,23 MHz. Il est agréé avec limitations pour le vol à vue (VFR) de nuit.
S’y ajoutent :
- une aire de stationnement ;
- Trois hangar ;
- une maison des associations avec bureau de piste et club house
- une station d’avitaillement en carburant (100LL)[2] Et Sp98

## Activités
- Plateforme aéronautique de Couhe Brux et du Civraisien en Poitou
- Association Aéro-club de Couhé, vol moteur avion
- Association ULM CUBYC (club ULM Brux Y Couhe)
- Entreprise Eirl Porge Couhé ULM Loisirs
- Association ASAB (association sauvegarde aviation brousse)